# Umeå Institute of Design
L'Umeå Institute of Design (UID) est une institution de l'université d'Umeå, dans la province de Västerbotten en Suède.

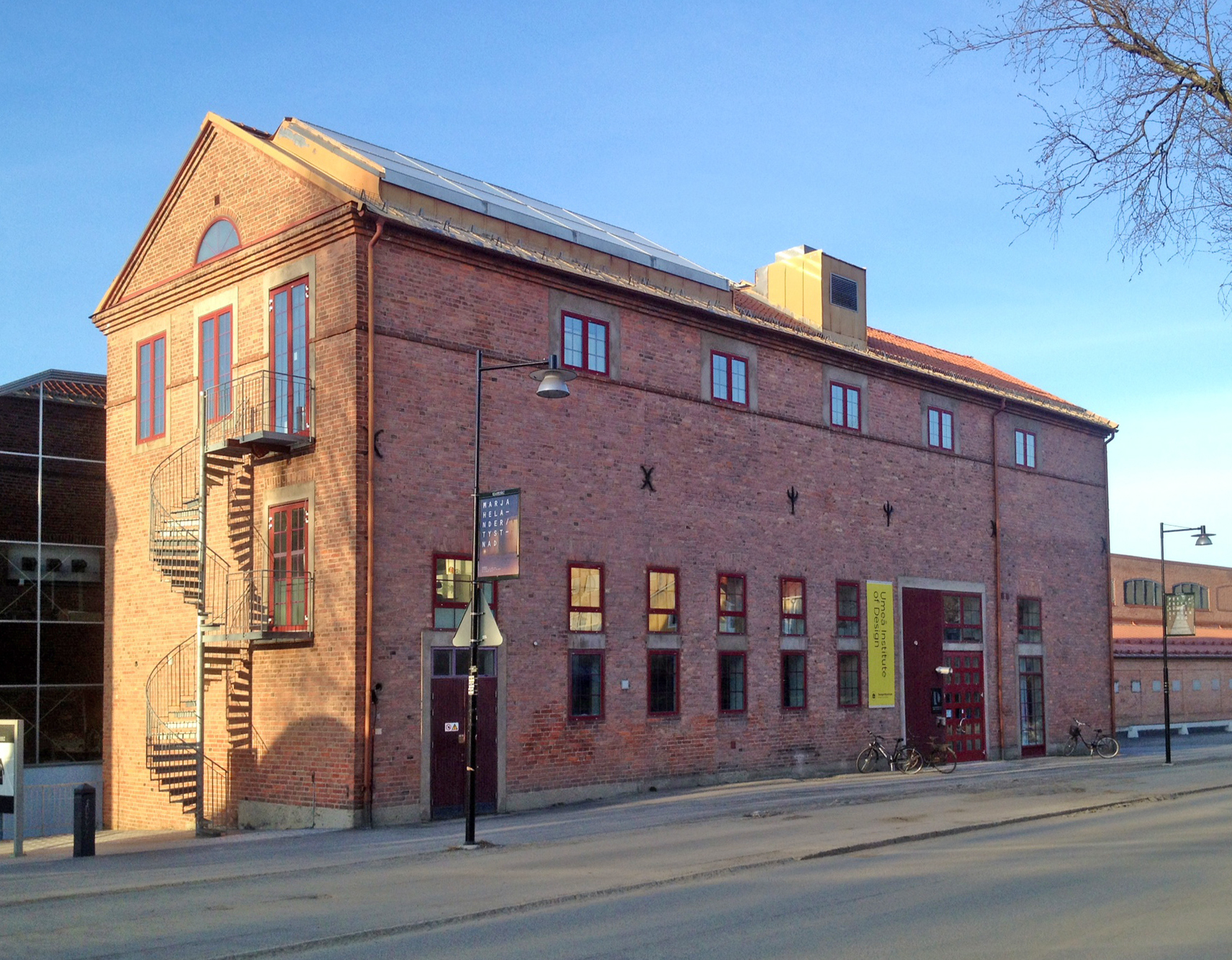
UID en Avril 2014

## Historique
L'UID est ouvert depuis 1989 et est destiné uniquement à l'enseignement du design industriel et du design de transport. L'institution est située entre le campus principal et le centre d'Umeå et fait partie du campus artistique d'Umeå (en).
L'UID est la seule école scandinave inscrite dans BusinessWeek dans le top-60 des écoles de design dans le monde sur les trois listes (2006, 2007 et 2009) et est également connue comme l'une des 18 meilleures écoles de design du monde en 2010. En 2011, l'UID a été classé comme la deuxième meilleure institution de design dans la région "Europe et Amérique" par le red dot institute et a remporté la première place en 2012.